# ده (چینی)
دِ   ('De'   (‎/də/‎؛ چینی: 德)، همچنین به صورت (دِه) و (تِه) (تِ) Te نوشته شده‌است، یک مفهوم اصلی در فلسفه چینی، و معرفت تائوئیسم است.
معمولاً در «تائوئیسم» به معنای بنیاد، «شخصیت ذاتی؛ قدرت درونی؛ یکپارچگی»؛ «شخصیت اخلاقی؛ فضیلت؛ اخلاق» آمده‌است.
کتاب دائو ده جینگ یا تائو تِه چینگ (Tao Te Ching)، «دفتر دائو و دِه» مشتمل است بر تعالیمی در هشتاد و یک بخش در دو فصل. فصل اول کتاب دائو شامل ۳۷ بخش می‌باشد.
فصل دوم کتاب، از ۳۸ تا ۸۱ گفتگو از (دِه) هست. در آیین دائویی، این کتاب را کتابی مقدس می‌دانند.

## نیروی حیاتی
(دِه) فضیلت جان بخش و نیروی حیاتی است. انسان چون خود را با ریشه اش هماهنگ و برقرار دارد، می‌گذارد تابش نورِ (دِه) در او ببالد و رشد کند.
انسان کامل، که (ده) را در آغوش گرفته و نگاه داشته، در هماهنگی کامل با سرشت انسانی اش خواهد بود.
آنچه حکیمان تائویست به آن تِ (tê) (دِه) یا (فضیلت Virtue) می‌گویند. ابن عربی و توشی هیکو ایزوتسو، «نَفَس رحمانی» و رحمت وجودی محیط بر هسته هستی انسان می‌دانند.